# Yul Oeltze
Yul Oeltze (Magdeburgo, 13 de septiembre de 1993) es un deportista alemán que compite en piragüismo en la modalidad de aguas tranquilas. Ganó tres medallas en el Campeonato Mundial de Piragüismo, entre los años 2014 y 2018, y tres medallas en el Campeonato Europeo de Piragüismo entre los años 2015 y 2018.

## Palmarés internacional
| Campeonato Mundial | Campeonato Mundial          | Campeonato Mundial | Campeonato Mundial |
| Año                | Lugar                       | Medalla            | Competición        |
| ------------------ | --------------------------- | ------------------ | ------------------ |
| 2014               | Moscú (Rusia)               | Medalla de bronce  | C2 1000 m          |
| 2017               | Račice (República Checa)    | Medalla de oro     | C2 1000 m          |
| 2018               | Montemor-o-Velho (Portugal) | Medalla de oro     | C2 1000 m          |
| Campeonato Europeo |                             |                    |                    |
| Año                | Lugar                       | Medalla            | Competición        |
| 2015               | Račice (República Checa)    | Medalla de bronce  | C2 1000 m          |
| 2017               | Plovdiv (Bulgaria)          | Medalla de oro     | C2 1000 m          |
| 2018               | Belgrado (Serbia)           | Medalla de oro     | C2 1000 m          |